# Ponte de Limoeiro

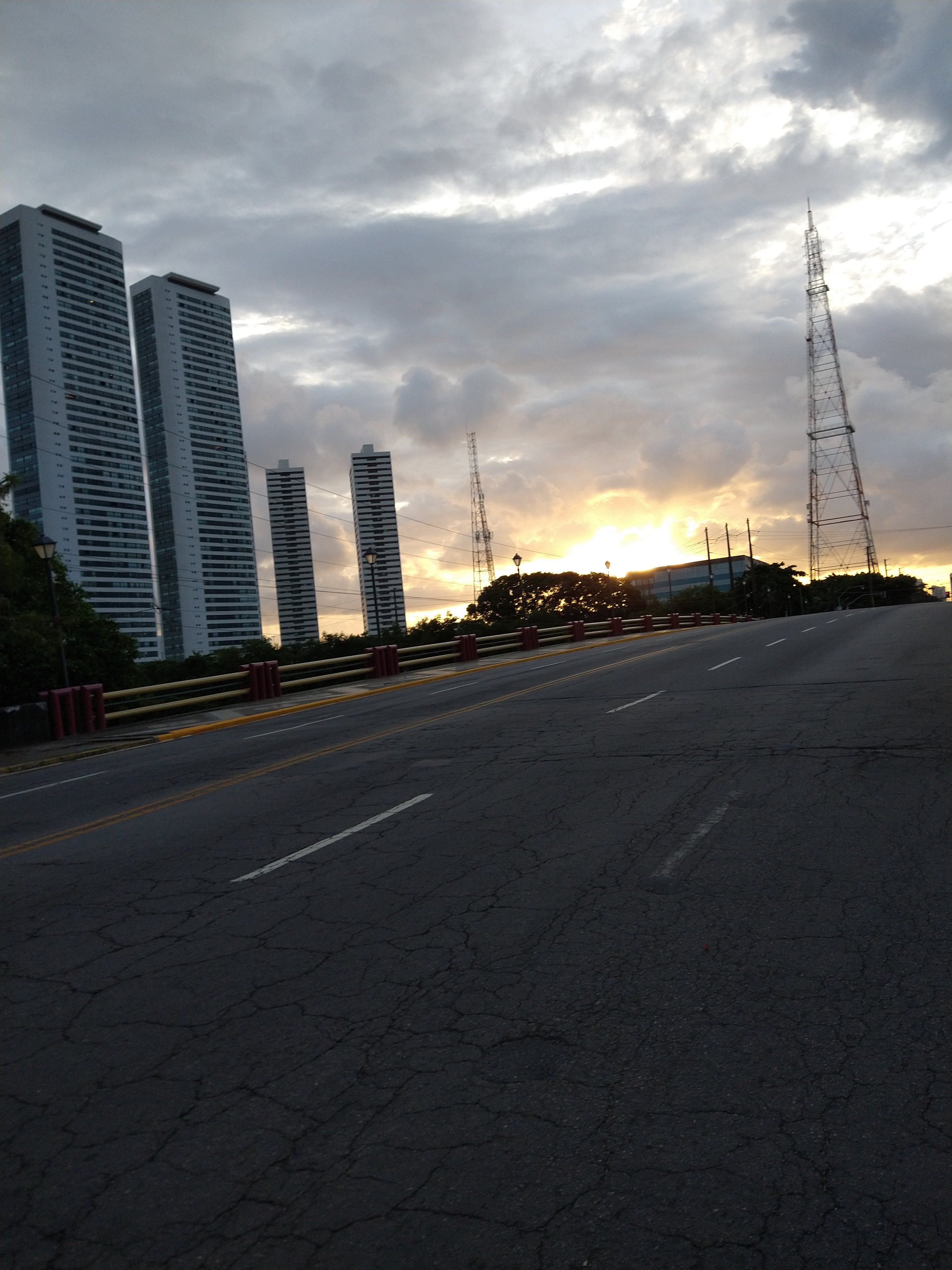
Parte da Ponte de Limoeiro em maio de 2022.

A Ponte de Limoeiro é uma ponte da cidade do Recife, Pernambuco, Brasil.
Liga o bairro do Recife ao de Santo Amaro, e tem este nome porque em seu início servia como sustento da linha férrea da Great Western que ligava o Recife à cidade de Limoeiro.
Após a desativação da linha férrea, foi modificada para ponte rodoviária e inaugurada em 30 de julho de 1966.
É a última ponte sobre o Rio Beberibe antes de sua confluência com o Rio Capibaribe.
Na cabeceira oeste da ponte de Limoeiro tem início a Avenida Norte, que foi desenvolvida no trajeto da linha férrea que por ali passava. Próximo à cabeceira leste está edificado o Forte do Brum.